# Верхньококшеньгський Погост
Ве́рхньококше́ньгський Пого́ст (рос. Верхнекокшеньгский Погост) — село у складі Тарногського району Вологодської області, Росія. Входить до складу Тарногського сільського поселення.
До 2001 року село називалось Верхньококшенгський Погост.

## Населення
Населення — 56 осіб (2010; 61 у 2002).
Національний склад (станом на 2002 рік):
- росіяни — 100 %